# Le Triboulet
Pour les articles homonymes, voir Triboulet (homonymie).
Le Triboulet est un journal satirique monarchiste français fondé en 1878. Son titre fait référence au bouffon Triboulet, héros du Roi s'amuse de Victor Hugo, présent dans un grand nombre des caricatures et vignettes de cet hebdomadaire.
Il ne doit pas être confondu avec des périodiques homonymes antérieurs tels que le Triboulet, journal en chansons de Charles Le Page et Alfred Delvau (1843-1849), le Triboulet d'Altève Morand et François Barrillot (1856) ou le Triboulet (puis Triboulet-Diogène, puis Rabelais) d'Armand Sédixier (1857), qui contenaient également des caricatures.

## Histoire
Hebdomadaire illustré de caricatures, Le Triboulet adopte un format inspiré du célèbre Punch londonien, dont la mascotte figure en bonne place sur la page de titre conçue par Bertall puis redessinée par J. Blass.
Il commence à paraître le 10 novembre 1878 sous la direction du baron James Harden-Hickey, alias Saint-Patrice, un jeune écrivain américain d'origine irlandaise converti au légitimisme depuis son installation en France. Le journal, dont le secrétaire de rédaction est Jules de Gastyne et le gérant Georges Lampre, a son siège au no 35 (puis au no 43) du boulevard Haussmann, de même que la société « Harden-Hickey, Saint-Patrice et Cie » formée en 1879 pour assurer l'exploitation du titre. Lancé avec la bénédiction du Figaro, qui a offert à ses lecteurs le premier numéro du nouvel hebdomadaire, Le Triboulet rencontre bientôt un grand succès.
Dévoué à la cause royaliste du « comte de Chambord » et farouchement anti-républicain, Le Triboulet subit régulièrement la censure ainsi que de nombreuses condamnations qui lui coûtent très cher tout en contribuant à sa célébrité. En août 1880, alors que l'hebdomadaire a déjà perdu 21 procès, son directeur est expulsé du territoire par arrêté du ministre de l'Intérieur, Ernest Constans.
Bénéficiant d'un sauf-conduit, Harden-Hickey revient à Paris à la Toussaint pour organiser la rédaction d'un Triboulet quotidien destiné à suppléer l'hebdomadaire satirique, qui est renommé Le Triboulet illustré. Publiée à partir de novembre 1880, cette version quotidienne a Jules de Gastyne pour administrateur délégué et Gaston Jollivet (auparavant journaliste au Gaulois) pour principal rédacteur. Faute d'un nombre suffisant de lecteurs, Le Triboulet quotidien connaît une existence éphémère. La société anonyme qui l'exploitait ayant été dissoute dès le 23 décembre 1881, le journal est racheté par le Crédit de France et disparaît avec celui-ci au début de l'année 1882, lors du krach de l'Union générale, après avoir fusionné avec une autre feuille monarchiste, Le Clairon.
Le Triboulet illustré poursuit quant à lui sa parution hebdomadaire, bien que son succès de scandale décline sensiblement après le vote de la loi du 29 juillet 1881 sur la liberté de la presse. En 1885, il a Édouard Grimblot pour rédacteur en chef, le vicomte Christian de Villebois pour secrétaire de rédaction et J.-M. Bertrand pour gérant. Harden-Hickey abandonne finalement la direction du journal en 1888 après avoir dissous sa société dès le 15 juillet 1887.
Racheté aux enchères par Louis de Meurville et Jean de Bonnefon, du Gaulois, l'hebdomadaire reparaît à partir de décembre 1888. Son siège est désormais situé au no 16 de la place Vendôme. Sous la direction de Bonnefon, le journal conserve sa ligne éditoriale royaliste et semble renouer avec le succès. Son format s'agrandit en 1894.
Dirigé au moins depuis 1896 par le baron de la Guérinière, dont les bureaux sont installés au no 23 de la rue de la Chaussée-d'Antin, Le Triboulet existe toujours en 1898, exprimant avec virulence un monarchisme antidreyfusard et autoritaire, mais son importance est moindre. Il n'est bientôt plus qu'une simple feuille polycopiée trimestrielle dépourvue de caricatures mais comportant un article politique du directeur ainsi qu'une chronique financière et théâtrale, diffusée confidentiellement jusqu'à la mort du baron au début des années 1930.

## Collaborateurs
- Arlequin-Pluton (Charles Gueullette)[22]
- Bachaumont[1] (Julien Lemer ?)[23]
- Jules Barbey d'Aurevilly[15]
- Bertall[24]
- J. Blass[24]
- Blondel[24]
- Simon Boubée[15]
- Caillou[24] (Steinlen)
- Alfred Capus[15]
- Caran d'Ache[15]
- Chassezac (Charles Froment)[24]
- Jules Cornély[15]
- Covielle (Albert Rogat)[25]
- Gab (Gabriel Coffinières de Nordeck)[24]
- Grelot (Gaston Jollivet)[15]
- Alfred Grévin[26]
- A. Grippa (Georges Lafosse)[24]
- Constantin de Grimm[24]
- Guydo[27]
- Henriot[28]
- Job[15]
- José Roy[15]
- Kab (Valère Morland)[24]
- Léon de La Brière[15]
- Lilio (Uzès)[24]
- Maurice Marais[29]
- Comte de Mirabal[3] (Gaston de Prades)[30]
- Mok (V. Amilhau)[31]
- Montjoyeux[15] (Jules Poignand)[32]
- Carle des Perrières[33]
- Marquis de Pimodan[15]
- Gaston Prinet[2]
- Vicomte Ralph[1]
- Gilbert Randon[24]
- Léon Roze[34]
- Robert Sallès[35]
- Alfred Soyer (Oscar de Poli)[25]
- Raoul Toché[15]
- Jean de Vergogne, Suétone (Antoine Grenier)[36]
- Christian de Villebois
- Willette[15]